# Zhangye Danxia Nationaal Geologisch Park

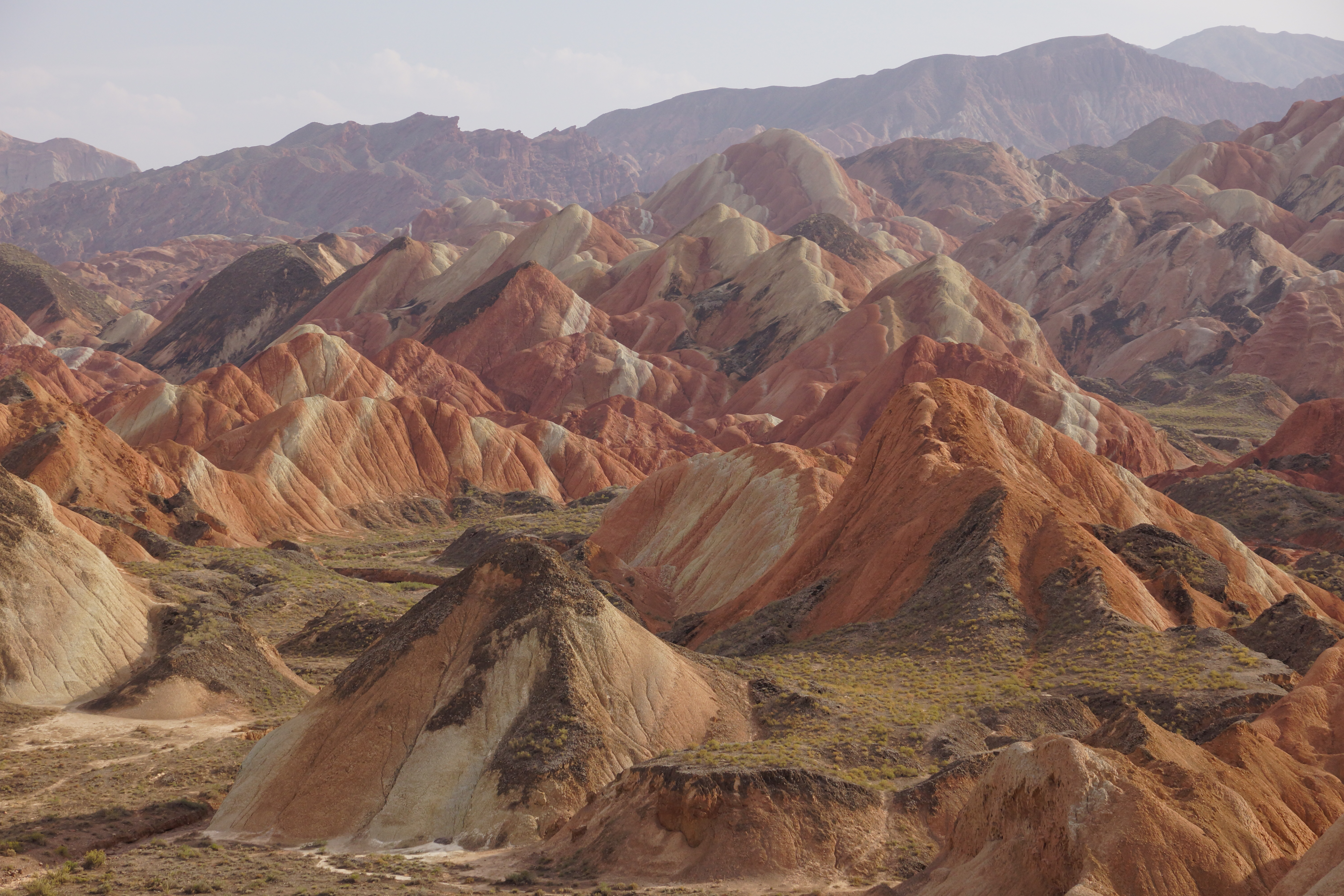

Het Zhangye Danxia Nationaal Geologisch Park (Chinees: 张掖丹霞国家地质公园), ook bekend als het Zhangye Danxia (Landform) Geopark, is gelegen in de omgeving van de stad Zhangye in de Chinese provincie Ganjingsu, aan de noordelijke voet van Qilian Shan in de counties Linze en Sunan. Het is 322 km² groot.
Dit park kreeg in november 2011 de status van nationaal park, omwille van zijn unieke kleurrijke rotsformaties. Deze rotsformaties zijn tijdens het Krijt afgezet door rivieren en meren. Tijdens de Alpiene orogenese wordt het gekanteld. Later zorgden wind en regen voor het geërodeerde landschap. De hoogste berg van het landschap is Zhangye Shān, met een top van 4958 meter hoog.
Door de Chinese media werd het verkozen tot een van de mooiste landschappen van het land.